# Іловатка
Іловатка (рос. Иловатка) — село у Старополтавському районі Волгоградської області Російської Федерації.
Населення становить 1434  особи. Входить до складу муніципального утворення Іловатське сільське поселення.

## Історія
Село розташоване у межах українського історичного та культурного регіону Жовтий Клин.
Згідно із законом від 17 січня 2005 року № 991-ОД органом місцевого самоврядування є Іловатське сільське поселення.

## Населення
| 1959 | 2010  |
| ---- | ----- |
| 3782 | ↘1434 |